# Campeonato Europeo de Atletismo en Pista Cubierta de 1970
El I Campeonato Europeo de Atletismo en Pista Cubierta se celebró en Viena (Austria) entre el 14 y el 15 de marzo de 1970 bajo la organización de la Asociación Europea de Atletismo (AEA) y la Federación Austríaca de Atletismo.
Las competiciones se llevaron a cabo en el pabellón Stadthalle de la capital austríaca. Participaron 279 atletas de 22 federaciones nacionales afiliadas a la AEA.

## Resultados

### Masculino
| Evento                    | Oro                                                    | Plata                                                        | Bronce                                              |
| ------------------------- | ------------------------------------------------------ | ------------------------------------------------------------ | --------------------------------------------------- |
| 60 m (14.03)              | Valeri Borzov Unión Soviética 6,6 s                    | Zenon Nowosz · Polonia · 6,7 s                               | Jarkko Tapola · Finlandia · 6,7 s                   |
| 400 m (15.03)             | Aleksandr Bratchikov Unión Soviética 46,8              | Andrzej Badeński · Polonia · 46,9                            | Yuri Zorin Unión Soviética 48,4                     |
| 800 m (15.03)             | Yevgeni Arzhanov Unión Soviética 1:51,0                | Juan Borraz · España · 1:51,9                                | Jože Međimurec Yugoslavia 1:51,9                    |
| 1500 m (15.03)            | Henryk Szordykowski · Polonia · 3:48,8                 | Frank Murphy Irlanda 3:49,0                                  | Vladimir Pantelei Unión Soviética 3:49,8            |
| 3000 m (15.03)            | Ricky Wilde Reino Unido 7:46,8                         | Harald Norpoth Alemania Occidental 7:49,5                    | Javier Álvarez · España · 7:52,4                    |
| 60 m vallas (15.03)       | Günter Nickel Alemania Occidental 7,8                  | Frank Siebeck República Democrática Alemana 7,8              | Guy Drut Francia 7,8                                |
| Salto de altura (15.03)   | Valentin Gavrilov Unión Soviética 2,20 m               | Gerd Dührkop República Democrática Alemana 2,17 m            | Şerban Ioan · Rumania · 2,17 m                      |
| Salto con pértiga (15.03) | François Tracanelli Francia 5,30                       | Kjell Isaksson · Suecia · 5,25                               | Wolfgang Nordwig República Democrática Alemana 5,20 |
| Salto de longitud (15.03) | Tönü Lepik Unión Soviética 8,05                        | Klaus Beer República Democrática Alemana 7,99                | Rafael Blanquer · España · 7,92                     |
| Salto triple (15.03)      | Viktor Saneyev Unión Soviética 16,95                   | Jörg Drehmel República Democrática Alemana 16,74             | Şerban Ciochină · Rumania · 16,47                   |
| Peso (15.03)              | Hartmut Briesenick República Democrática Alemana 20,22 | Heinz-Joachim Rothenburg República Democrática Alemana 19,70 | Pierre Colnard Francia 18,96                        |
| 4 × 400 m (14.03)         | Unión Soviética 3:05,9                                 | Polonia · 3:07,5                                             | Alemania Occidental 3:10,7                          |
| 4 × 800 m (15.03)         | Unión Soviética 6:18,00                                | Polonia · 6:18,80                                            | Alemania Occidental 6:19,60                         |

### Femenino
| Evento                    | Oro                                                | Plata                                                 | Bronce                                            |
| ------------------------- | -------------------------------------------------- | ----------------------------------------------------- | ------------------------------------------------- |
| 60 m (15.03)              | Renate Stecher República Democrática Alemana 7,4 s | Sylviane Telliez Francia 7,5 s                        | Wilma van den Berg · Países Bajos · 7,5 s         |
| 400 m (14.03)             | Marilyn Neufville Reino Unido 53,0                 | Christel Frese Alemania Occidental 53,1               | Colette Besson Francia 53,6                       |
| 800 m (15.03)             | Maria Sykora · Austria · 2:07,0                    | Liudmila Bragina Unión Soviética 2:07,5               | Zofia Kolakowska · Polonia · 2:07,6               |
| 60 m vallas (15.03)       | Karin Balzer República Democrática Alemana 8,2     | Lia Jitrina Unión Soviética 8,2                       | Teresa Sukniewicz · Polonia · 8,5                 |
| Salto de altura (15.03)   | Ilona Gusenbauer · Austria · 1,88 m                | Cornelia Popescu · Rumania · 1,82 m                   | Rita Schmidt República Democrática Alemana 1,82 m |
| Salto de longitud (14.03) | Viorica Viscopoleanu · Rumania · 6,56              | Heide Rosendahl Alemania Occidental 6,55              | Mirosława Sarna · Polonia · 6,54                  |
| Peso (15.03)              | Nadezhda Chizhova Unión Soviética 18,80            | Hannelore Friedel República Democrática Alemana 18,39 | Maritta Lange República Democrática Alemana 18,09 |
| 4 × 200 m (14.03)         | Unión Soviética 1:35,7                             | Alemania Occidental 1:37,6                            | Austria · 1:40,8                                  |
| 4 × 400 m (15.03)         | Francia 4:58,4                                     | Alemania Occidental 5:01,1                            | Unión Soviética 5:02,2                            |

## Medallero
| Núm. | País         | Oro | Plata | Bronce | Total |
| ---- | ------------ | --- | ----- | ------ | ----- |
| 1    | URSS         | 10  | 2     | 3      | 15    |
| 2    | RDA          | 3   | 6     | 3      | 12    |
| 3    | Francia      | 2   | 1     | 3      | 6     |
| 4    | Austria      | 2   | 0     | 1      | 3     |
| 5    | Reino Unido  | 2   | 0     | 0      | 2     |
| 6    | RFA          | 1   | 5     | 2      | 8     |
| 7    | Polonia      | 1   | 4     | 3      | 8     |
| 8    | Rumania      | 1   | 1     | 2      | 4     |
| 9    | España       | 0   | 1     | 2      | 3     |
| 10   | Irlanda      | 0   | 1     | 0      | 1     |
| 10   | Suecia       | 0   | 1     | 0      | 1     |
| 12   | Finlandia    | 0   | 0     | 1      | 1     |
| 12   | Países Bajos | 0   | 0     | 1      | 1     |
| 12   | Yugoslavia   | 0   | 0     | 1      | 1     |
|      | TOTAL        | 22  | 22    | 22     | 66    |